# 中国の大市場
『中国の大市場』（ちゅうごくのだいしじょう、原題：Band in China）はアメリカのコメディ・セントラルのテレビアニメシリーズ『サウスパーク』の第299話（シーズン23第2話）である。2019年10月2日に放送された。監督・脚本は共にトレイ・パーカー。日本語版タイトルは他に「稼げ、中国マネー」がある。
原題を直訳すると「中国のバンド」という意味となるが、「Banned in China（中国による禁止）」とも読めるその名の通り、ストーリーは中国における検閲、およびハリウッドを始めとするアメリカのエンターテイメント業界が中国での商業展開のために中国政府におもねって自己検閲を強める現状を風刺している。

## あらすじ
父・ランディの大麻（マリファナ）農場から離脱したいスタンは、自身のデスメタルバンド「クリムゾン・ドーン」の新曲を構想していた。そんな折、ランディは中国に大麻を輸出する構想を家族に明かす。さっそく商品のマリファナをスーツケースに詰め、中国へ向かうランディ。その飛行機にはGoogleやNBAのビジネスマン、さらには白雪姫、ソー、ストームトルーパーといった映画のキャラクターも同様に中国での商業展開のため乗り合わせていた。
ランディは無事中国に到着するも、大麻は中国内では厳しく取り締まられているため、税関で逮捕される。ランディが送られた刑務所は劣悪で、略式処刑や強制労働（労働教養）、拷問、洗脳などが横行していた。その中でランディは、先んじて刑務所に収監されていたくまのプーさんとピグレットを発見する。プーさんは習近平総書記に似ていると揶揄されたがために中国当局に逮捕され、違法な存在となっていたのだった。
一方、町のイベントで演奏を行ったクリムゾン・ドーンは敏腕音楽プロデューサーの目に止まり、契約を求められる。快く契約するスタンらであったが、プロデューサーはもはや音楽業界は従来の方法では儲けることができず、伝記映画などを作ってプロモーション活動をしなければならないと主張。さっそく映画の撮影が始まるが、プロデューサーは「中国政府の検閲に引っかかるような要素を入れたら中国に売れない」と言って、スタンのアイデアを理不尽に却下していく。
ランディの裁判が始まると、彼は囚人の劣悪な扱いなどについて、中国政府を公然と批判する。これを知ったミッキーマウスは、「お前が余計なことをすると中国での商業展開に支障が出る」とランディを恫喝。ランディは圧力に屈してビジネスをするべきではないと反論し、ミッキーと共に習近平総書記に直談判するが、マリファナが認められるわけもなく拒絶される。不貞腐れる2人であったが、ミッキーが「プーさんを何とかすれば問題はすべて解決する」と提案し、それに賛同したランディは、蜂蜜でプーさんをおびき寄せ、血塗れになりながらワイヤーで絞殺する。
クリムゾン・ドーンの伝記映画は中国政府の検閲官が臨席しての制作となり、片っ端からアイデアを否定されていく状況にスタンの苛立ちは限界に達していた。バンドメンバーとの相談の上で、スタンは中国政府が認めるのは「陳腐でつまらないもの（vanilla and cheesy）」という認識に至る。そこにちょうどカイルとカートマンが合流し、スタンはかつてカートマンが金目当てで組んだアイドルユニット「フィンガーバン」を再結成することを思いつく。そしてライヴエイド会場を模したセットで、もはやデスメタルとは無関係なポップな曲と格好でパフォーマンスを行うも、スタンはその最中に虚しさを感じて演奏を止め、「農場を去りたいと思っていても中国のために妥協することはできないし、お金欲しさに自分を曲げる人には価値が無い」と宣言する。
ランディの大麻ビジネスは中国で認められ、ランディは大金と共に帰宅する。血と蜂蜜に塗れた父の格好に疑問を呈するスタンに対し、ランディは悪びれることなくプーさんを殺したことを話す。スタンは静かに食卓から離れると、父親についての曲を書くため自室に戻るのだった。

## 評価
『The A.V. Club』のジョン・ヒューガーはエピソードに「B」の等級を付けて「強力なエピソード」と呼び、今回、パーカーとストーンが、中国政府がアメリカのエンターテイメント業界に及ぼしている影響を批判する内容としたことは、かつて2回に渡ってイスラム教の預言者ムハンマドのメディアでの描写を扱った時と同様の大胆なターゲット選択であったと評した。
『フォーブス』の寄稿者であるダニ・ディ・プラシドは、このエピソードは「陽気で、憂鬱に洞察力に富んでいる」と述べ、スタンの倫理的な選択と、ランディの利益優先の選択は、最良の対比だと指摘した。
『Den of Geek』の執筆者Joe Matarは、星5つ中2つとあまり好意的でない評価をした。「スタンとランディの関係をより大きな倫理的問題に結びつけたシナリオ構成は理に適っているが、それは怠惰なプロットと疲れたショックユーモアによって損なわれた」と指摘している。
『Salon』のMatthew Rozsaは、このエピソードが、中国政府に合うようにアメリカのエンターテイメント産業が妥協している風潮を的確に批判していると述べた。
アメリカ空軍士官学校のジャハラ・マティセック教授は現代戦争研究所 (Modern War Institute) に寄稿した論文の中でこのエピソードを賞賛し、『サウスパーク』がアメリカの対中情報戦・政治戦を転換すべき重要性を示していると述べている。マティセクは中国で放映禁止されたこのエピソードについて「価値観の対立を露呈させているだけではなく、その争い自体が、地域や世界に権威主義的なビジョンを押し付けようとしている中国の時代に対する、米国の利益とソフトパワーを推進する手段としての役割を果たしている」と指摘している。

## 中国での公開禁止
その内容から中国政府は『サウスパーク』シリーズ全体のストリーミングサービスやソーシャルメディアプラットフォームすべてを検閲し、国内での『サウスパーク』の放送はおろかファンサイトの閲覧なども全面的に禁じた。これを受けてパーカーとストーンは、2019年10月8日にコメントを公開し、選手が香港デモへの支持を表明して謝罪に追い込まれたNBAを引き合いに出して「NBAと同様、私たちは中国の検閲を歓迎します。私たちも自由や民主主義よりお金を愛しています。習近平総書記はくまのプーさんに全然似ていません。（中略）中国さんよ、これで仲直りできるかい？」と、謝罪声明という体裁で批判した。また、後のエピソードでも何度か中国政府を揶揄する描写が見られる。
2019年10月11日に、ゼッドはこのエピソードに関するツイートにいいねを押したため永遠に中国に入国できなくなったとTwitterに投稿した。